# Доменико Венецијано
Доменико Венецијано (итал. Domenico Veneziano — Domenico di Bartolomeo; око 1410, Венеција — Фиренца, 15. мај 1461) био је фирентински сликар. Његово рођено име и презиме је Доменико ди Бартоломео, али је по обичају времена добио надимак Венецијано (Венецијанац).
Скоро ништа није познато из његовог раног живота и првих корака у сликарству. Око 1438. године био је у Перуђи када је послао писму Пјеру Медичију тражећи посао за себе. Настанио се у Фиренци 1949. године и изузев кратких периода, радио је ту до краја живота. Сматра се да је највјероватније био у посјети Фиренци и раније, могуће као асистент умјетника Ђентила да Фабријана, пошто чак и његови рани радови показују утицај фирентинске умјетности, посебно Фра Анђелика, Фра Филипа Липија и Лоренца Гибертија.